# Мермнади

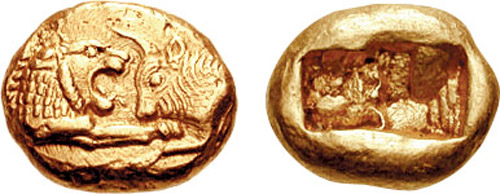
Монета Мермнадів, VI ст. до н. е.

Мермнади (лат. Mermnadae, бл. 700 до н. е. — 546 до н. е.) — династія правителів Стародавньої Лідії.

## Історія
Засновником династії Мермнадів був король Лідійської держави Гігес, син Даскіла, що вважається нащадком монарха Лідії Даскіла І з династії Танталідів.
Гігес посів трон після Кавдала з династії Гераклідів, що правили Лідією 22 покоління (близько 505 років). Він також взяв шлюб з дружиною вбитого ним Кавдала.
Гігес уклав союз з Ассирією і почав боротьбу з кіммерійцями. Всього Лідією правили 5 монархів з цієї династії. Їх головним центром стали Сарди. Археологи свідчать, що саме в VII—VI ст. до н. е. відбулося швидке зростання цього міста.
Найбільших успіхів досягли правителі Аліат II і Крез, які підкорили весь захід Малої Азії. Після занепаду Ассирії Аліат II у 585 році до н. е. зупинив експансію на захід нової країни-гегемона Мідії. Однак спроба Креза просунутися за річку Галіс спричинила війну з Перським правителем Кіром II Великим і призвела до завоювання Лідії персами.

## Правителі
Правителі Лідії з династії Мермнадів:
- Гігес — бл. 700—652 до н. е. узурпатор, одружився з дружиною правителя Кавдала.
- Ардис II — 652—625 до н. е., син Гігеса.
- Садіат II — 625—613 до н. е., син Ардіса II.
- Аліат II — 613—560 до н. е., син Садіата II, карбував власні монети.
- Крез — 560—546 до н. е., син Аліата II, вбитий імператором персів Кіром II.

Аліат II мав також доньку Ариеніс, яка була віддана заміж за Мідійського принца Астуага. Тому існує припущення, що донька Астуага — Мандана, що є матір'ю Перського імператора Кіра II була донькою Ариєніс, а значить онукою Аліата II.
Після цього Лідією стали правити сатрапи Перської імперії.